# Georges Thibaut
Georges Thibaut, también conocido como Ibrahim-Effendi y Shawki Ibrahim ( París, 5 de enero de 1795 - Jartum, 9 de noviembre de 1869), fue un comerciante y explorador francés.

## Biografía
Thibaut fue un comerciante que se estableció en Jartum. Durante cuatro décadas, desde 1829 a 1869, ejerció como vicecónsul en la capital sudanesa. Debido a su cargo, tuvo relación con muchos de los exploradores y comerciantes que pasaron por Sudán. Por ejemplo, recibió a Joseph-Pons d'Arnaud, a quien sirvió como naturalista adjunto en su expedición de 1840 y 1841, y con el que llegó hasta Gondokoro.
Participó en tres expediciones para buscar las fuentes del Nilo en el período de 1839 a 1842. Remontó el Nilo Blanco hasta los 6°10' y llegó hasta su afluente el río Sobat. 
En 1841 y 1842 acompañó de nuevo a D'Arnaud en una expedición, esta vez hacia el Nilo, pero tuvo que abandonarla debido a una epidemia de disentería.
En 1856 publicó un relato de sus viajes titulado Expédition à la recherche des sources du Nil (1839-1840).
Murió en 1869 debido a unas fiebres, en Jartum, al igual que toda su familia.